# Старков, Виктор Дмитриевич
Старков Виктор Дмитриевич (род. 29 февраля 1936, Александровск) — профессор кафедры физической географии и экологии Института наук о Земле Тюменского государственного университета, кандидат геолого-минералогических наук, почётный работник высшего профессионального образования РФ.

## Биография
В 1964 году окончил Свердловский горный институт им. В. В. Вахрушева по специальности «Геология и разведка месторождений радиоактивных и редких элементов». По окончании института получил квалификацию горного инженера-геолога. С 1964 по 1968 годы работал в поисково-съемочных партиях Министерства геологии СССР в районах Полярного Урала и Мугоджар. С 1968 по 1986 годы — научный сотрудник Уральского филиала АН СССР и доцент Тюменского индустриального института. Работая в Академии наук с 1980 по 1986 годы возглавлял Полярно-Уральскую экспедицию Уральского научного центра академии наук СССР. С 1986 по 1991 годы — доцент, а с 1991 года по настоящее время — профессор Тюменского государственного университета.

## Научная деятельность
Открыл полиметаллическое месторождение «Брусничное» на Полярном Урале и Андрияно-Павловское месторождение урана.
Виктору Дмитриевичу принадлежит схема расчленения гранитоидных формаций внутренней (эвгеосинклинальной) части Урала, а также модель формирования уралид, разработанная на основе анализа магматических формаций с позиции теории тектоники литосферных плит. Автор опубликованных геологической и структурно-формационной карт Полярного Урала м 1 : 1 000 000, впервые составленных с мобилистских позиций. Редактор раздела «Недра» атласа «Ямал» и раздела «Геология и полезные ископаемые» энциклопедии Ямало-Ненецкого автономного округа и Большой Тюменской энциклопедии. Опубликовал сотни научных работ, в том числе 17 монографических.

## Научно-педагогическая деятельность
Почти 30 лет преподаёт на кафедре «Физической географии» Тюменского государственного университета. Автор ряда учебников по геологии, географии и экологии для студентов ВУЗов. Автор — учебно методический комплекса программ для студентов, обучающихся по направлению 05.03.02 География. Очная форма обучения.

## Научные труды
- Старков В. Д., Тюлькова Л. А., Солодовников А.Ю «История геофака Тюменского университета», 2005. — С. 237—239. — ISBN 5-87591-059-3[8]* Старков В. Д., Пестова Ю. С. «Полярный Урал — уникальный регион России» Вестник ТюмГУ. Экология и природопользование 2015. Том 1. № 2(2). 6-16[9].
- Старков В. Д., Александров А. С. «Радиоэкологическая оценка битуминозных отложений баженовской свиты Западной Сибири» Вестник ТюмГУ. Экология (№ 12). 2013[10].
- Старков В. Д., Александров А. С. «Таконская эпоха тектогенеза как начало островодужных событий в развитии уральской складчатой области» Вестник ТюмГУ. Экология и природопользование 2015. Том 1. № 1(1)[11].
- Старков В. Д., Знаменский Н. Д. «Гранитоидный магматизм Восточно-Мугоджарского поднятия». М.:Наука. 1977. 150 с.
- Тектонический режим и гранитообразование в эвгеосинклинальных зонах Урала. Свердловск: Изд-во УНЦ АН СССР. 1983. 64 с.
- Интрузивный магматизм эвгеосинклинальных зон Полярного Урала. Свердловск: Изд-во УНЦ АН СССР, 1985. 150 с.
- Геологическая история и минеральные богатства Тюменской земли. Тюмень: ИПП «Тюмень», 1996. 192 с.
- Старков В. Д., Тюлькова Л. А. «Геология. Геоморфология: учеб. пособие по геогр. специальностям.» — Изд. 2-е. — Тюмень : Тюмен. дом печати, 2012. — 380 с. : ил. ; 22 см. — (Высшее профессиональное образование. Естественные науки). — Библиогр.: с. 369. — Предм. указ.: с. 370—377. — ISBN 978-5-87591-212-2[12].
- Старков В. Д., Мигунов Виктор Иванович «Радиационная экология». Тюмень: ИПП «Тюмень» 2003, 304 с. 2007, 400 с. ISBN 978-5-87591-116-3[13].
- Старков, В. Д. «Уралиды: для студентов, обучающихся по геол., геогр., экол. специальностям и направлениям» / В. Д. Старков. — Тюмень : Тюмен. дом печати, 2007. — 399 с. : ил. ; 25 см. — (Высшее профессиональное образование. Естественные науки). — Тюмень: Тюменский дом печати, 2007. 400 с.
- Старков В. Д., Тюлькова Л. А. «Геология, рельеф, полезные ископаемые Тюменской области». Тюмень: Тюменский дом печати, 2010. 384 с[14].
- Старков В. Д. «Основы радиационной экологии: учебное пособие для вузов» — Тюмень, 2001.

## Награды и звания
- Почётный работник высшего профессионального образования Российской Федерации (2010).